# Epiphragma multiplex
Epiphragma multiplex là một loài ruồi trong họ Limoniidae. Chúng phân bố ở miền Australasia.